# Indiana Jones i el dial del destí
Indiana Jones i el dial del destí (títol original en anglès, Indiana Jones and the Dial of Destiny) és una pel·lícula d'acció i aventura dirigida per James Mangold, que també n'és co-guionista conjuntament amb Jez Butterworth, John-Henry Butterworth, i David Koepp. Produïda per Lucasfilm i Walt Disney Pictures, i distribuïda per Walt Disney Studios Motion Pictures, la pel·lícula és una continuació d'Indiana Jones i el Regne de la Calavera de Cristall (2008) i és la cinquena i per ara última història de la sèrie de pel·lícules sobre Indiana Jones. L'actor protagonista torna a ser Harrison Ford com l'arqueòleg Indiana Jones. John Rhys-Davies reprèn el seu paper de Sallah de les pel·lícules anteriors, juntament amb nous membres del repartiment, entre els quals Phoebe Waller-Bridge, Antonio Banderas, Shaunette Renée Wilson, Thomas Kretschmann, Toby Jones, Boyd Holbrook, Ethann Isidore, i Mads Mikkelsen. S'ha doblat al català.
El dial del destí és la primera i per ara única pel·lícula de la sèrie que no ha estat dirigida per Steven Spielberg ni ha estat escrita per George Lucas. Però Spielberg i Lucas en són productors executius. També és la primera i única pel·lícula de la sèrie que no és distribuïda per Paramount Pictures, perquè Disney va adquirir els drets de les futures continuacions en adquirir Lucasfilm; no obstant això, com a compensació, Paramount va mantenir un crèdit com a associat. Els plans per a la cinquena pel·lícula d'Indiana Jones es remunten a finals dels anys 1970, quan Lucas i Spielberg van negociar amb Paramount quatre continuacions de A la recerca de l'arca perduda (1981). Lucas va començar a investigar possibles arguments per a una cinquena pel·lícula el 2008, encara que el projecte va estar encallat durant anys. Va passar el projecte a la productora Kathleen Kennedy el 2012, quan fou nomenada presidenta de Lucasfilm. El progrés en la cinquena pel·lícula va continuar aturat mentre l'empresa treballava en la trilogia posterior de La guerra de les galàxies. Al final es va contractar Koepp perquè escrigués el guió de la cinquena pel·lícula el 2016, amb una data d'estrena prevista per a 2019, encara que es va retardar unes quantes vegades per corregir el guió. El 2018, es va contractar Jonathan Kasdan per substituir Koepp, que va tornar a escriure el 2019 abans d'abandonar definitivament el projecte. Spielberg havia de dirigir, però va renunciar-hi el 2020, i Mangold va prendre el relleu. La filmació va començar el juny de 2021, en diferents llocs entre els quals el Regne Unit, Itàlia i el Marroc, i va acabar el febrer de 2022.
Indiana Jones i el dial del destí es va projectar per primer cop al festival de Canes el 18 de maig de 2023, i es va estrenar a Catalunya el 28 de juny, en versió original subtitulada i en versió doblada al català.

## Premissa

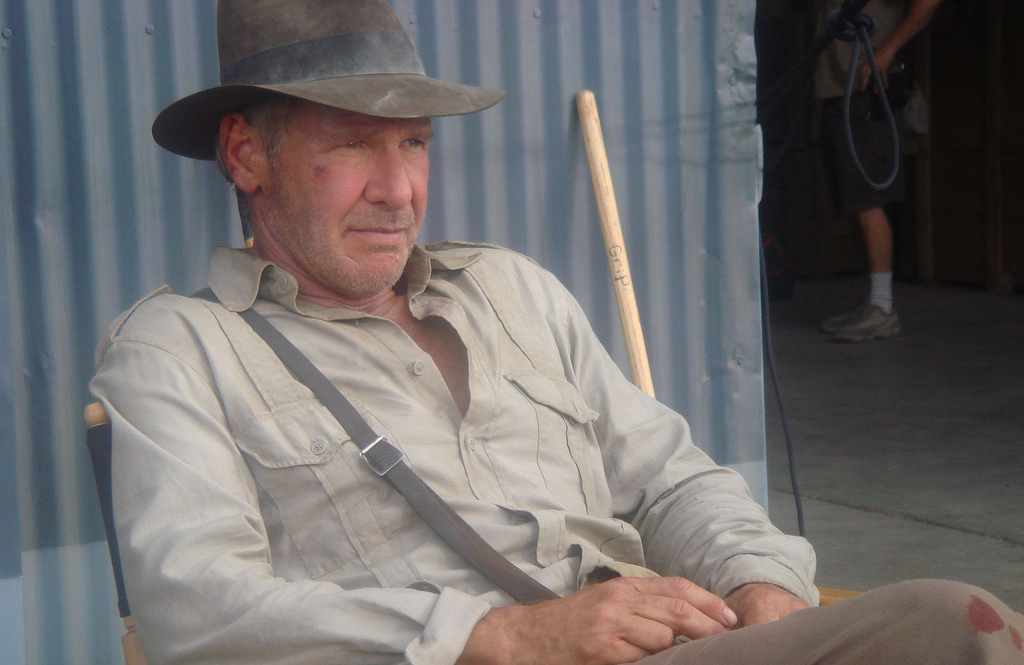
Harrison Ford caracteritzat d'Indiana Jones durant el rodatge de la pel·lícula Indiana Jones i el regne de la calavera de cristall.

L'any 1969, l'arqueòleg i aventurer estatunidenc Indiana Jones viu durant l'època de la carrera espacial. Jones està inquiet pel fet que el Govern dels Estats Units ha reclutat antics nazis per a ajudar-lo a guanyar la Unió Soviètica en la competició per anar a l'espai. La seva fillola, Helena Shaw, l'acompanya en el seu viatge. Mentrestant, Jürgen Voller, un membre de la NASA i exnazi, que treballa en el programa per a arribar a la Lluna, vol convertir en món en un lloc millor, al seu gust.

## Repartiment
- Harrison Ford com a Indiana Jones, l'arqueòleg i professor d'universitat de renom mundial. Mangold considera Jones "un heroi fenomenalment únic" i un "intel·lectual brillant que és alhora un home d'acció".[14]
- Phoebe Waller-Bridge com a Helena Shaw,[15] la fillola de Jones. Mangold identifica Helena com la "catalitzadora" de la pel·lícula, ja que posa en marxa la trama de la pel·lícula quan arrossega el seu padrí en un problema propi. També és filla d'un vell amic d'Indy que no havia aparegut fins ara.[14]
- Mads Mikkelsen com a Jürgen Voller,[16] un antic nazi durant la Segona Guerra Mundial que ha estat contractat per la NASA i vol utilitzar el programa Apollo per al seu propi benefici.
- Antonio Banderas com a Renaldo,[17] un amic espanyol d'Indy que viu a Grècia portant una petita emoresa de submarinisme.[18]
- John Rhys-Davies com a Sallah, el vell amic de Jones que el va ajudar a trobar l'Arca de l'Aliança l'any 1936 i el Sant Greal l'any 1938.
- Shaunette Renée Wilson com a Mason, una agent del govern americà.[19]
- Thomas Kretschmann com a Coronel Weber, un nazi que treballa amb Voller l'any 1944.[16]
- Toby Jones com a Basil Shaw, un aliat de Jones i del pare d'Helena.[19]
- Boyd Holbrook com a Klaber, el sinistre home de confiança de Voller l'any 1969.[12]

A més, Ethann Isidore i Olivier Richters actuen en papers que no s'han precisat.